# کونچکاتی (ازورگتی)
کونچکاتی (گرجی: კონჭკათი) یک روستا در شهرداری ازورگتی ناحیه گوریا در غرب گرجستان است.